# Oxyopes embriki dorsivittatus
Oxyopes embriki dorsivittatus is een spinnenondersoort in de taxonomische indeling van de lynxspinnen (Oxyopidae).
Het dier behoort tot het geslacht Oxyopes. De wetenschappelijke naam van de soort werd voor het eerst geldig gepubliceerd in 1906 door Embrik Strand.